# Benatae
Benatae is een gemeente in de Spaanse provincie Jaén in de regio Andalusië met een oppervlakte van 44,46 km². Benatae telt 463 inwoners (1 januari 2016).

## Demografische ontwikkeling
Bron: INE, 1857-2011: volkstellingen